# リバイズド
リバイズド（Revised）はマジック:ザ・ギャザリングのカードセット。1994年4月にアメリカで発売された。全302種類。略記はRV。
「Revised」とは、「改訂（または改正）された」の意味。その名の通り初の収録カードの再編が行われた。アラビアンナイトとアンティキティから新カードを収録、パワー9などの強力カードを廃止した。
非英語（イタリア語他）版が初めて発売されたセットである。

## ルールの変更
リバイズドの発売の際にいくつかルールが変更された。重要な変更は以下の2つである。
- 複数の効果が発生した場合、後から宣言した方が先に効果をあらわす。このルールは第6版発表時のルール改定で「スタック」というルールに移行する。
- プロテクション能力の定義を厳密化する。単に「すべての影響を無視する」と表現されていたものが「攻撃をブロックされない・呪文や効果の対象にならない」など効果が明確に記述されるようになった。

他の変更に「タップに関する表記の変更」がある。従来のカードは「このカードをタップ（場の縦向きに置かれているカードを横置きにする）することにより～の効果を得る」と書かれていたが、「タップ：効果」という書式に改められた。タップ以外のコストを持つカードは従来から「コスト：効果」と書かれていたため、これに揃えたと考えられる。この変更に伴い、アーティファクトのカードタイプに変更が加えられた。

## 代表カード
- デュアル・ランド：Tundra、Underground Sea、Badlands、Taiga、Savannah、Scrubland、Bayou、Tropical Island、Volcanic Island、Plateau の10枚のカードの総称。
- Sol Ring：改訂で廃止されなかったマナを出すアーティファクト。場に出す際にコストが必要なのでパワー・ナインのカード群ほど強力ではないが、レガシーで禁止・ヴィンテージで制限というパワー・ナインと同等の規制がされている。
- Serendib Efreet：アラビアンナイトから再録されたカードであるが、再録された際にイラストなどが別のカードのものになってしまった。

## エドガー
エドガーは1994年の夏に印刷されたリバイズドの修正版である。印刷時期から「サマーマジック」とも呼ばれる。修正版として作られたが、間違いがいくつか見つかったため発売前に回収され破棄された。このため一般にはほとんど流通していない。
流通量が少ないためこのセットに含まれるカード（特に他のセットに存在しないエラーカード）はコレクションとしての価値が高い。
代表的なカードとして、緑のカードなのに青枠で印刷された通称「ブルーハリケーン」がある。流通量は全部で20-30枚程度であり、2003年時点の中古市場で100ドル以上の値がつけられている